# Internetpornografi
| Internetpornografi |
| --- |
| Vanligaste sökorden i sökmotorer relaterat till pornografi. - Definition – pornografi distribuerad via Internet - Bakgrund – sedan Internets barndom - Betydelse – drivkraft för utveckling av Internettjänster, ökning av konsumtionen (via tillgänglighet, gratisutbud och anonymitet) - Se även – Generation Z, Nofap |

Internetpornografi är pornografi distribuerad via Internet. Den kan vara i form av teckningar, texter eller ljud, men i första hand kanske man tänker på filmer och foton. Materialet kan göras tillgängligt som visning på webben, som strömmande innehåll eller nedladdning via fildelning, Usenet eller andra typer av filservrar.
Framväxten hos Internet som medium, sedan slutet av 1990-talet, har medfört en kraftigt ökad konsumtion av pornografi hos både vuxna och ungdomar. Pornografins relativa andel av Internet har sedan 1990-talet minskat, allteftersom andra tjänster utvecklats, men 2012 beräknades de då cirka 25 miljoner pornografiska webbplatserna utgöra 12 procent av den totala mängden.

## Historik

### Bakgrund
Internet erbjöd under 1990-talet en ännu mer privat och flexibel miljö för att konsumera pornografi. Den nya arenan gav konsumenten en möjlighet att undvika det sociala stigma som ofta förknippas med porrkonsumtion, och en större allmänhet utan tidigare vana att uppsöka traditionella pornografiska distributionskanaler kunde utan att bli avslöjad lära känna fenomenet närmare. Internet som konsumtionsmiljö hade de grundegenskaper som Stanford-akademikern Al Cooper 1997/1998 beskrev som "triple-A engine" (Accessability, Affordability, Anonymity; tillgänglighet, överkomligt pris och anonymitet).
Pornografi anses ha varit en av de viktiga drivkrafterna för utvecklingen av ett antal tjänster under det tidiga Internet. Det gäller bland annat betaltjänster, strömmande media och reklamhantering.
Utvecklandet av webben gjorde Internet till en mer lättnavigerad informations- och underhållningsmiljö, och mängden internetanvändare ökade kraftigt efter lanseringen av Netscape 1994. Detta bidrog till utvecklandet av nyare distributions- och konsumtionstekniker för pornografi. Webben ledde till ökade satsningar på både kommersiell och icke-kommersiell distribution av pornografi, i form av foton, (korta) videofilmer, strömmande media och webbkameramodellande.

### Tidig utveckling
Distribution av pornografi på Internet skedde tidigt via Usenet och dess distribuerade filservrar, där ocensurerat och i vissa länder olagligt innehåll fritt kunde spridas bortom upphovsmännens kontroll. Usenet användes under sent 1980- och tidigt 1990-tal även till spridning av amatörmaterial, hjälpt av den samtidiga ökningen av tillgången på videokameror.
Porren fanns redan som en viktig ingrediens under 1980-talets tidiga Internet, men webbens bildinnehåll och bredbandets möjligheter att distribuera och strömma film underlättade migrationen av pornografin över till det nya mediet. 1995 etablerades mer framgångsrika webbportaler som Amateur Hardcore och Sizzle.
Danni's Hard Drive, startad 1995 av den tidigare strippan och nakenmodellen Danni Ashe, räknas som en av de tidigaste webbaserade pornografiska tjänsterna. Samma år ägnade Time sitt omslag åt veckans tema "Cyberporn".

### Global spridning
Genom Internets genomslag från slutet av 1990-talet har tillgången till pornografiskt material fortsatt att öka. Först och främst levereras filmer och bilder med pornografisk karaktär, men även saker av en mer interaktiv karaktär. Till det senare hör interaktiva, webbkamera-baserade konversationer med en nakenmodell, en ny kommunikationsmetod som bidragit till att sudda ut skillnaderna mellan pornografi, striptease och prostitution. Undersökningar visar även att prostituerade kvinnor, när de har sex med en kund, ofta filmas av denne, vilket i sig innebär produktion av pornografi.
Med den successiva spridningen av Internet till snart sagt alla hushåll, samt de flesta vuxna och tonåringar, i de flesta industrialiserade länder, har tillgången på pornografiskt material ökat. Det anses också ha gynnat en utveckling av olika sexuella fetischer och kinks, ofta starkt personliga delar av en individs tankemönster som är väl anpassade till den privata sfär som Internet möjliggör.

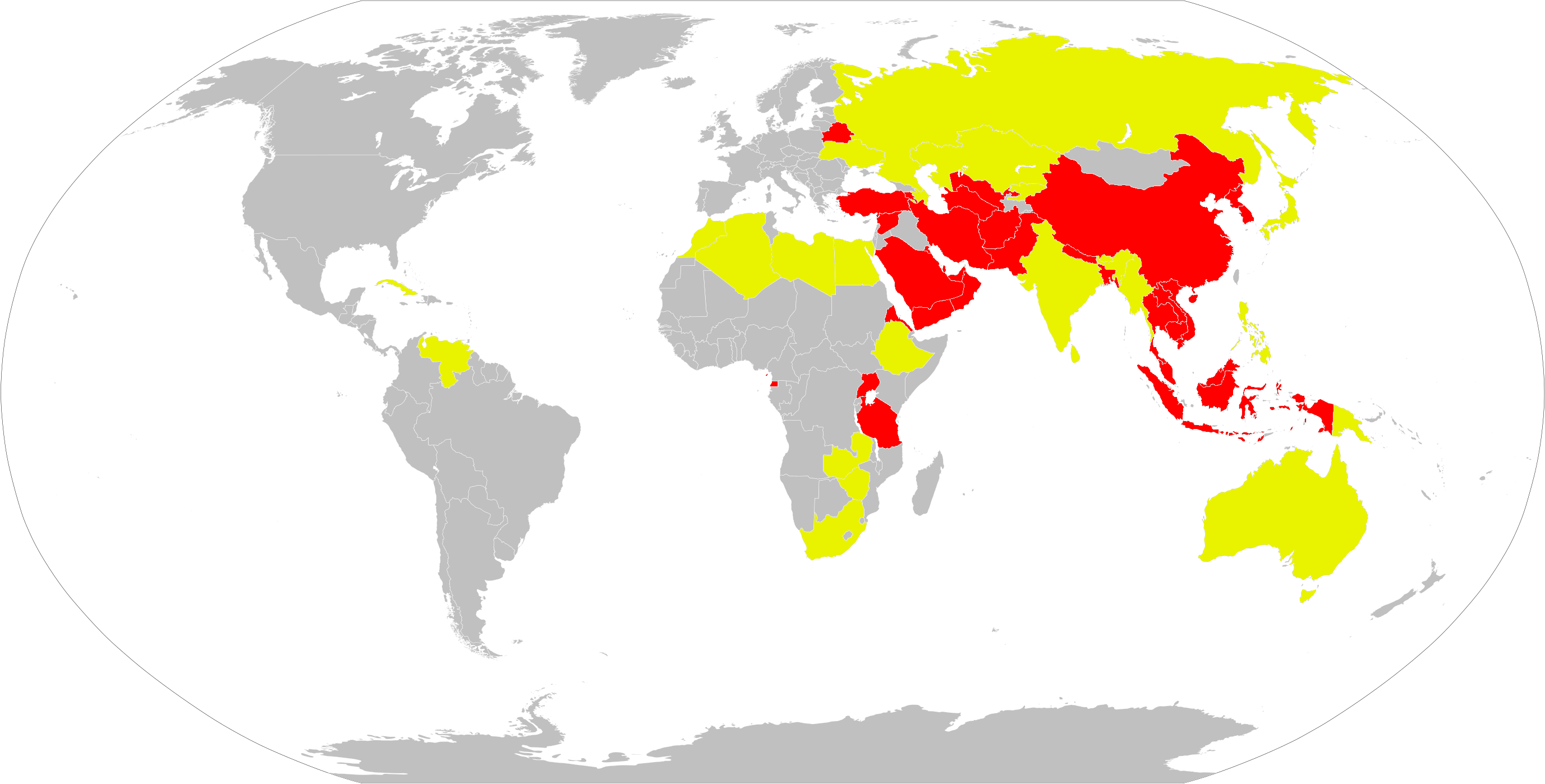
Censur av internetpornografi i olika länder
Blockerad
Begränsad
Utan censur (utöver barnpornografi)

Pornografi sprids på Internet med färre begränsningar än förut, och över nationsgränser. Spridningen kan dock begränsas av nationell filtrering av Internet, med blockering av visst innehåll eller enligt vissa blockeringslistor för adresser. Många länder har en 18-årsgräns för konsumtion av pornografi, men än så länge har det inte utvecklats många verktyg för effektiv åldersbegränsning.

### Storlek och mobilt
2012 beräknades antalet pornografiska webbplatser vara cirka 25 miljoner. Detta motsvarade då ungefär 12 procent av den totala mängden. 2022 beräknades den totala mängden pornografi på Internet uppgå till över 10 petabyte, och de två största pornografiska webbplatserna var då XVideos och Pornhub. Siffran bedöms dock av andra vara avsevärt större, och 2019 meddelade Pornhub att de själva lagrade 11 petabyte på sina servrar.
Porrkonsumtionen har sedan Internets barndom även bytt plats. Under 1990-talet var det stationära datorer som gällde, efter millennieskiftet började bärbara datorer och mobila plattformar ta över en allt större del av konsumtionen av pornografi (liksom av övrig internetsurfande). 2019 bedömdes 77 procent av internetpornografi via Pornhub konsumeras via mobiltelefon, jämfört med hälften sex år tidigare. Den omvandlingen är snabbare än den för Internet generellt, som 2015 till 30 procent konsumerades mobilt och till 50 procent två år senare; därefter har denna omvandling saktat in.
Internetpornografi konsumeras – på dator eller mobiltelefon – nästan helt via en webbläsare. Detta står i kontrast till de flesta andra typer av surfande, där det i regel lanserats en mängd mobilappar; 2019 var ingen av de 100 mest nedladdade mobilapparna anpassad för pornografi.

### Gratis och sociala medier
Under 2010-talet har kommersiella videoplattformar som Pornhub och XVideos, med miljontals gratis videor, blivit den mest spridda källan till pornografiskt material – oavsett typen av material. Denna utveckling har skett samtidigt som smartmobiler i många länder blivit mer eller mindre nödvändiga verktyg för vuxna och tonåringar, på grund av den ökande betydelsen av sociala medier, betaltjänster och myndighetskontakter via Internet. Via sin smartmobil kan en användare med endast några få klick få tillgång till ett nästan ofiltrerat utbud med miljontals videor och stillbilder.   
Genom att den största mängden pornografi distribueras via gratis och annonsfinansierade videoplattformar, har utvecklingen gått mot allt kortare videor med sammantryckt explicit innehåll – ofta utdrag från längre betalvideor. Videoplattformarna fungerar på basis av fildelning och utnyttjar det faktum att digitalt material i internetåldern kan spridas långt utan upphovsmännens tillstånd. Den ökande gratiskonsumtionen har samtidigt minskat betalvilligheten och mängden pengar i branschen; om en kvinnlig porrskådespelare kunde tjäna cirka 100 000 dollar om året 2002, var hennes årliga medelinkomst tio år senare endast hälften av den summan.
Gratiskonsumtionens minskade mängd pengar till filmproduktion har delvis kompenserats av framväxten av tjänster anpassade för fristående entreprenörer. Onlyfans och olika nystartade webbkameratjänster har gjort det möjligt för sexarbetare av olika slag att verka som egna entreprenörer, oberoende av agenter och produktionsbolag. De kan också marknadsföra sin verksamhet via sociala medier, och den mer eller mindre ocensurerade Twitter har blivit favoritmiljö för många fristående entreprenörer. Denna verksamhet försvåras dock av dominerande kortbolag som Visa och Mastercard, vilka etablerar krav på förhandsgranskning och komplicerade konflikthanteringsrutiner, i deras nollvision angående olagligt utnyttjande av barn och kvinnor inom sexbranschen.

### Etiskt och oetiskt
Under 2010-talet har ett antal kvinnliga porrfilmsregissörer gjort sig namn i branschen, inklusive svensk-spanska Erika Lust och kanadensisk-amerikanska Bree Mills. Adult Time (cirka 100 000 betalande abonnenter) är ett av flera försök att i en era av gratis internetporr skapa betaltjänster för pornografi i stil med Netflix, och även med fokus på de växande kvinnliga och möjligen mer etiskt medvetna konsumentgrupperna. I kölvattnet på den fria tillgången till pornografi har konsumtionen samtidigt närmast normaliserats hos många yngre. Att porrskådespelare numera allt oftare verkar som influerare i sociala medier och som fristående entreprenörer (bland annat via Onlyfans och Manyvids) har sedan mitten av 2010-talet gjort att Generation Y blivit en allt mer betydelsefull kundgrupp för branschen.
På senare år har bildteknologin gjort det möjligt att kombinera en persons ansikte med en annans kropp. Detta har använts inom filmbranschen för olika typer av bildeffekter, och inom pornografin och kan detta skapa filmer som alltmer övertygande låtsas spela upp någons medverkan i ett pornografiskt sammanhang. Tekniken är här del av fenomenet "deepfake", där kända personers utseende olovligen lånas till olika bedrägliga filmframställningar.

## Konsumtion

### Olika åldrar
Internet har ökat konsumtionen och gjort den mer spridd i fler åldersgrupper. En undersökning från 2015 upplyste om att konsumtionen av bild- och filmbaserad pornografi på senare år ökat kraftigt, med betydligt högre konsumtion hos personer födda under 1980-talet jämfört med personer födda ett årtionde tidigare. De som fötts sedan slutet av 1980-talet är den första generation som vuxit upp i en värld som haft tillgång till Internet ända från tonåren, och denna tidiga exponering och höga tillgänglighet kan ha varit den huvudsakliga faktorn för ökningen av konsumtionen.

### Olika kön
Materialet vänder sig i första hand till heterosexuella män, men i många länder beräknas 20–30 procent av besökarna på dessa webbplatser vara kvinnor. Internetpornografi konsumeras även flitigt av många tonåringar, utifrån deras sexuella nyfikenhet.
2011 var majoriteten av konsumenterna av internetpornografi män; kvinnor var då större konsumenter av erotisk romance och erotisk fanfiction. Kvinnor utgjorde då mellan en fjärdedel och en tredjedel av besökarna hos populära pornografiska webbplatser, samtidigt som de endast stod för uppskattningsvis 2 procent av mängden betalande konsumenter.
Siffror från 2021 angav dock att kvinnliga besökare tillbringade längre tid än män på pornografiska webbplatser som Pornhub. Kvinnor sades även vara mer intresserade av konsumtion av pornografi i under ett pågående äktenskap. Barna Group and Covenant Eyes, en forskningsgrupp kopplad till antipornografirörelsen, rapporterade 2020 att en tredjedel av unga kvinnor yngre än 26 år sökte efter pornografi minst en gång i månaden.

## Effekter

### Påverkan internt och externt
Den stora konsumtionen av gratisporr antas ha drivit på utvecklingen mot allt fler olika genrer. Samtidigt appellerar mainstreampornografin ofta tydligt till manliga maktfantasier (se våldspornografi).
Internetpornografin på bland annat de gratis videoplattformarna presenteras ofta via titlar som använder ett provokativt och suggestivt språk, med koppling till de fantasier som kan väckas. Ofta fokuserar titulaturen på maktförskjutningar, olika tabun och begrepp relaterade till erotisk förnedring. Detta språkbruk är särskilt vanligt i heterosexuell pornografi för en manlig målgrupp, där de bidrar till sexualiseringen och objektifieringen av de kvinnliga rollfigurerna. Detta kan färga av sig på skådespelarna, på grund av en medveten fördunkling av gränsen mellan skådespelare och rollfigur (i syfte att öka den realistiska känslan i berättelsen).
Den höga tillgängligheten för internetpornografi anses ibland ha inverkat på den allmänna kulturen, där musikvideor, TV-serier, hookup-kultur, och sociala medier är spelplaner med gott om sexualiserade uttryck, bilder och estetik. Detta fenomen, som ibland kallas för pornoficering eller "porrkultur", kritiseras både för att sexualisera samhället (från konservativt håll) och för att hämma jämställdhetspolitiken (från visst feministiskt håll).

### Regleringsförsök, beroendeproblematik
Internetpornografins förmodat (negativa) effekter har fått politiker och lagstiftare i olika länder att försöka kontrollera en produkt som kan påverka både beteenden, konsumtion av underhållning och hur relationer bildas och utvecklas. Sexologer och andra menar att pornografins genomslagskraft provocerar fram välbehövliga diskussioner om sex i allmänhet, vad underhållning och sexuella uttryck är och kan göra. I många länder pågår reformeringar av skolornas sexualundervisning, med syfte att förtydliga inte minst risker (men även möjligheter) med denna underhållningskategori. I USA har den ökade tillgången till internetpornografi dock på många håll skett i ett sexualfientligt klimat, där tillgången till sexualundervisning snarast försvårats på grund av en spridd farhåga om sexualitetens risker.
Internetpornografin har i praktiken gjort pornografiskt innehåll lättillgängligt för i princip nästan alla människor i länder med hög internettillgång. Detta anses ha ökat både bruk och missbruk av pornografi, med en stor mängd användare som får svårighet att hantera sin konsumtion. Här blir pornografin lätt en form av superstimulus, där Coolidge-effekten och risken för tillvänjning till allt mer avancerat innehåll inte är oväsentlig. Många konsumenter ser själv själva som beroende, och en del har försökt styra eller häva sin konsumtion genom aktivism i nätverk som Nofap-rörelsen.